# فريتز وندل
فريتز وندل (بالألمانية: Fritz Wendel)‏ هو طيار اختبار ألماني، ولد في 21 فبراير 1915 في Monzernheim ‏ في ألمانيا، وتوفي في 9 فبراير 1975 في آوغسبورغ في ألمانيا.

## وصلات خارجية
- فريتز وندل على موقع مونزينجر (الألمانية)